# Ustka (maják)
Maják Ustka (polsky: Latarnia Morska Ustka, anglicky: Ustka Lighthouse) se nachází ve městě Ustka v okrese Słupsk Pomořské vojvodství, na pobřeží Baltského moře.
Nachází se mezi majáky Jarosławiec a Czołpino. Maják je kulturní památkou zapsanou v seznamu kulturních památek Pomořanského vojvodství pod číslem A-322 z 30. srpna 1993.

## Historie
Budova byla postavená v roce 1871 a sloužila lodivodům, kteří naváděli lodě do přístavu a také rozsvěceli lampu, kterou vytahovali na stěžeň vedle budovy. V roce 1892 byla postavena dvoupodlažní věž. Původní světlo bylo červené viditelné ze vzdálenosti 6 námořních mil, teprve v roce 1904 bylo změněno na bílé se záblesky intervalu 6 sekund.
Jeden z mála objektů, který nebyl zničen během druhé světové války. V roce 2000 byla budova opravena. Během letní sezony je maják přístupný veřejnosti.

## Popis
Dvoupatrová stavba z režného zdiva (červená cihla) v rohu přistavěná věž na půdorysu osmiúhelníku. Věž ukončena ochozem a lucernou s Fresnelovou čočkou. Do věže vedou betonové a kovové schody.

## Data
- Výška světla 22 m n. m.
- výška věže 19,50 m
- bílý záblesk v intervalu 6 sekund

označení:
- Admiralty  C2930
- NGA 6584
- ARLHS POL-020

## Galerie

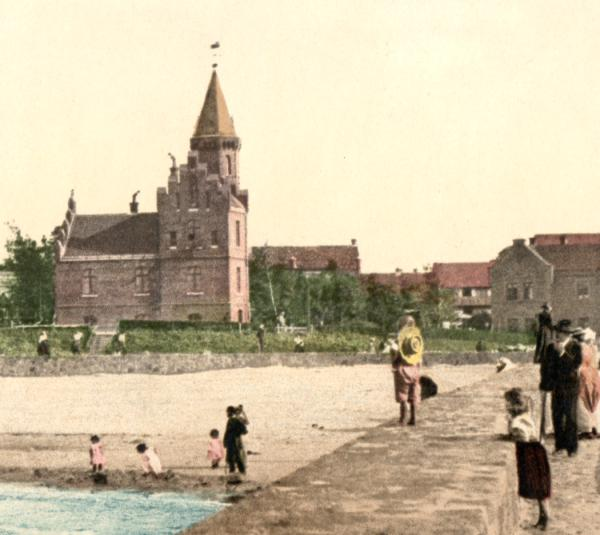
Budova majáku z období 1890–1900
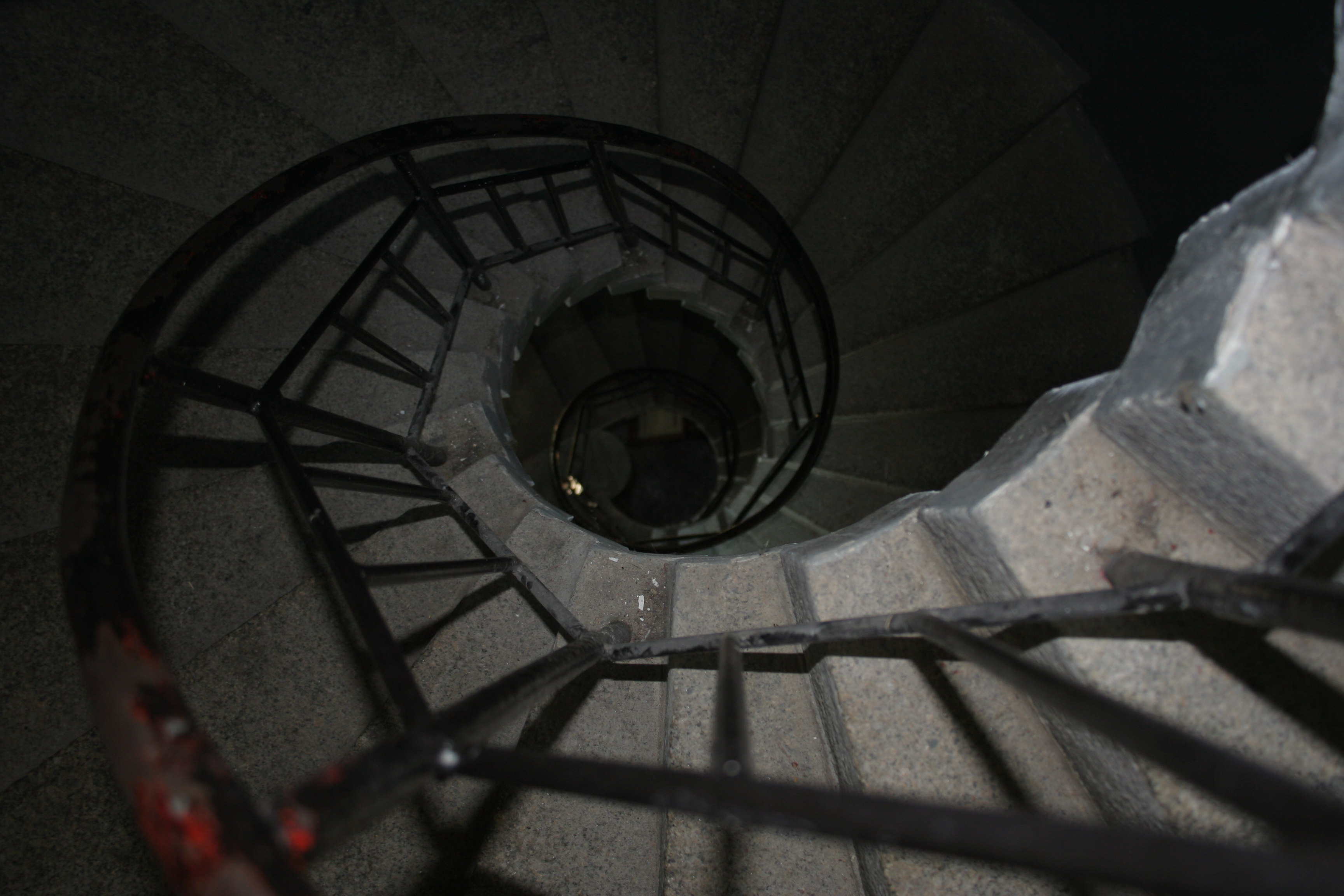
Schodiště ve věži
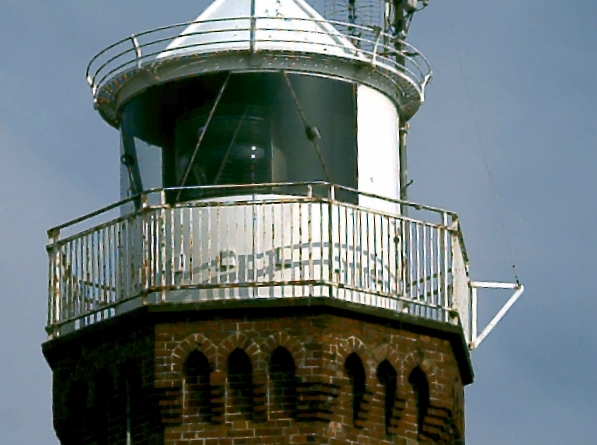
Ochoz s lucernou
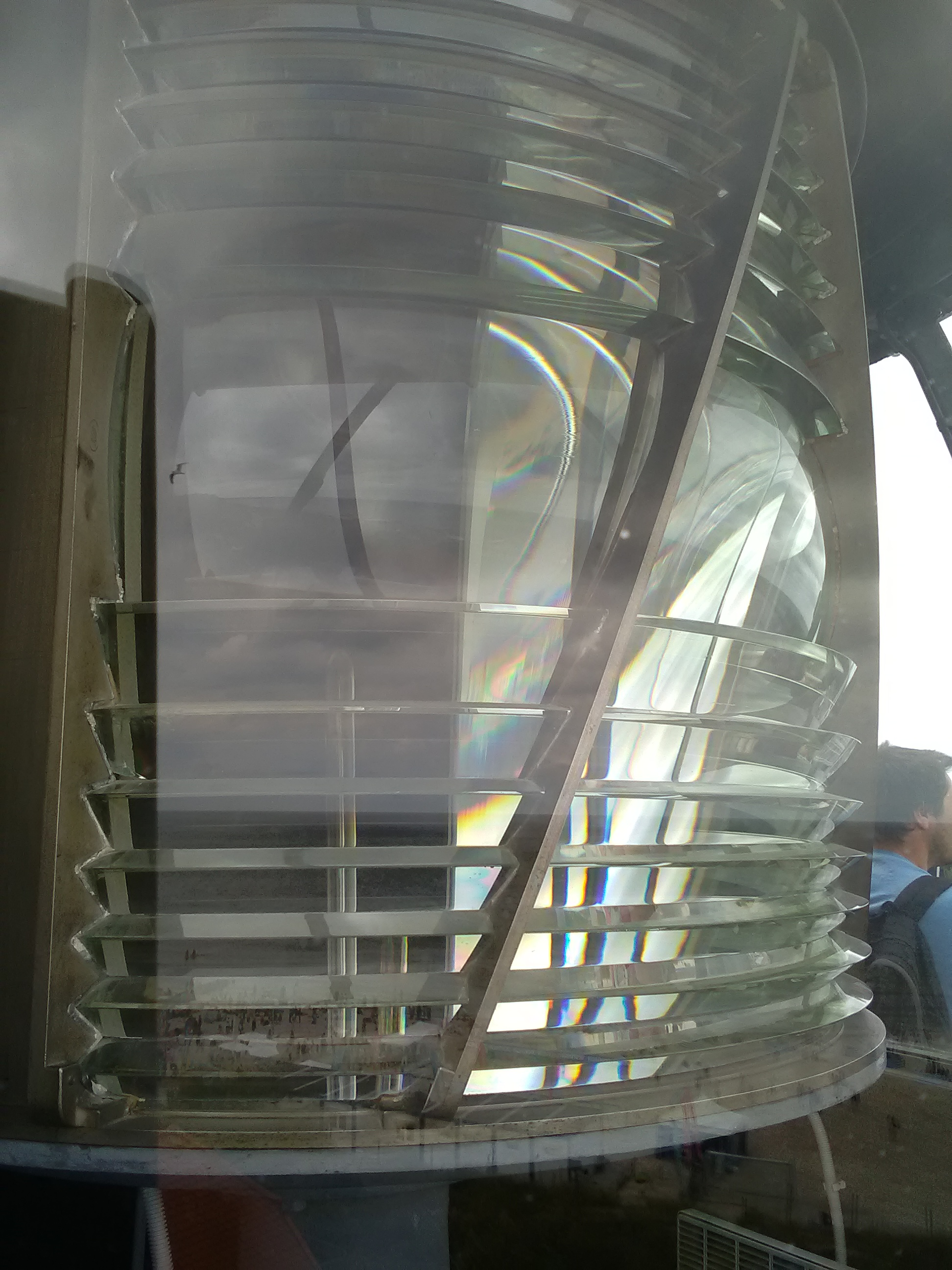
Konická Fresnelova čočka
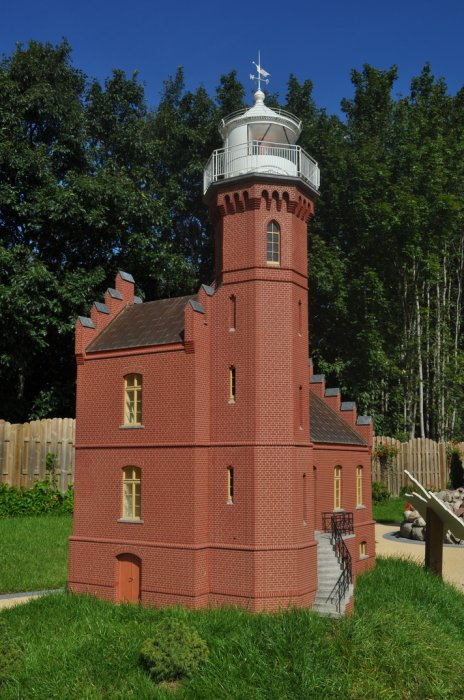
Niechorze - park miniatur polských majáků